# Ejército de tierra de Bangladés
El Ejército de tierra de Bangladés (en bengalí: বাংলাদেশ সেনাবাহিনী) fue establecido en 1971 y es la rama terrestre de las Fuerzas Armadas de Bangladés. El ejército tiene su sede central en Daca, cuenta con aproximadamente 204 000 miembros, y participa en las misiones de mantenimiento de la paz de las Naciones Unidas.

## Historia
La tradición marcial de Bangladés, se remonta a los reyes locales, cuyos ejércitos estaban formados por infantería, caballería, elefantes de guerra y buques de guerra. La llegada del Islam y la creación del Sultanato de Bengala fortalecieron estas fuerzas. Bajo el dominio colonial británico, los bengalíes desempeñaron un papel clave en el Ejército de la India británica, especialmente antes de la Rebelión de la India de 1857. 

### Período paquistaní
Después de la partición de 1947, el Ejército de Bengala pasó a formar parte de las Fuerzas Armadas de Pakistán. Sin embargo, las tensiones étnicas y políticas llevaron a la discriminación contra los soldados y los oficiales bengalíes. 

### Guerra de independencia de 1971
En 1971, tras la Operación Reflector del Ejército de Pakistán y la declaración de independencia de Bangladés, el Ejército de Bengala se rebeló, lo que finalmente condujo a la creación de la nación de Bangladés.

### Después de la independencia
Después de la independencia del país, el Ejército bengalí estuvo involucrado en varios golpes de estado y crisis políticas, incluido el asesinato del Padre de la Patria, Sheikh Mujibur Rahman, en 1975.

### Modernización y papel internacional
El ejército bengalí ha experimentado una importante modernización desde la década de 1990 y también ha participado en numerosas operaciones de mantenimiento de la paz bajo los auspicios de las Naciones Unidas.
A lo largo de la historia militar y política de Bangladés, su ejército ha sido equipado principalmente por chinos y paquistaníes, pero también por países occidentales (Alemania Occidental, Australia, Francia) desde los años 1990  Algunas armas chinas se producen bajo licencia en los arsenales de Bangladés.

### Misiones
En caso de grandes catástrofes internas, el ejército interviene junto con los bomberos. Es uno de los principales contribuyentes a las fuerzas de paz de las Naciones Unidas con casi 10 000 hombres.